# Kühne Logistics University
KLU (Kühne Logistics University) là một trường đại học được tiểu bang công nhận, có trụ sở tại Hamburg, Đức, chuyên đào tạo các nhà quản lý với tư duy mạnh mẽ về vận hành và một bộ kỹ năng được xây dựng dựa trên các lĩnh vực năng lực chính của trường, như chuyển đổi kỹ thuật số, tính bền vững và kinh doanh. Với sự hỗ trợ của Kühne Foundation, KLU đặc biệt đẩy mạnh vấn đề quản lý chuỗi cung ứng và hậu cần thông qua các hoạt động nghiên cứu và giảng dạy.

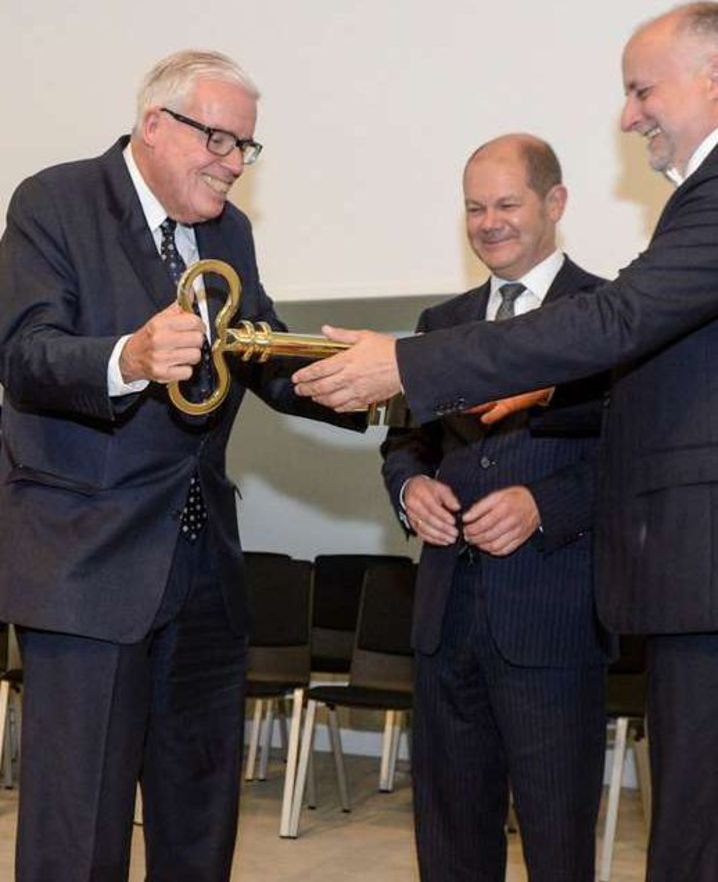
Klaus-Michael Kühne - Olaf Scholz

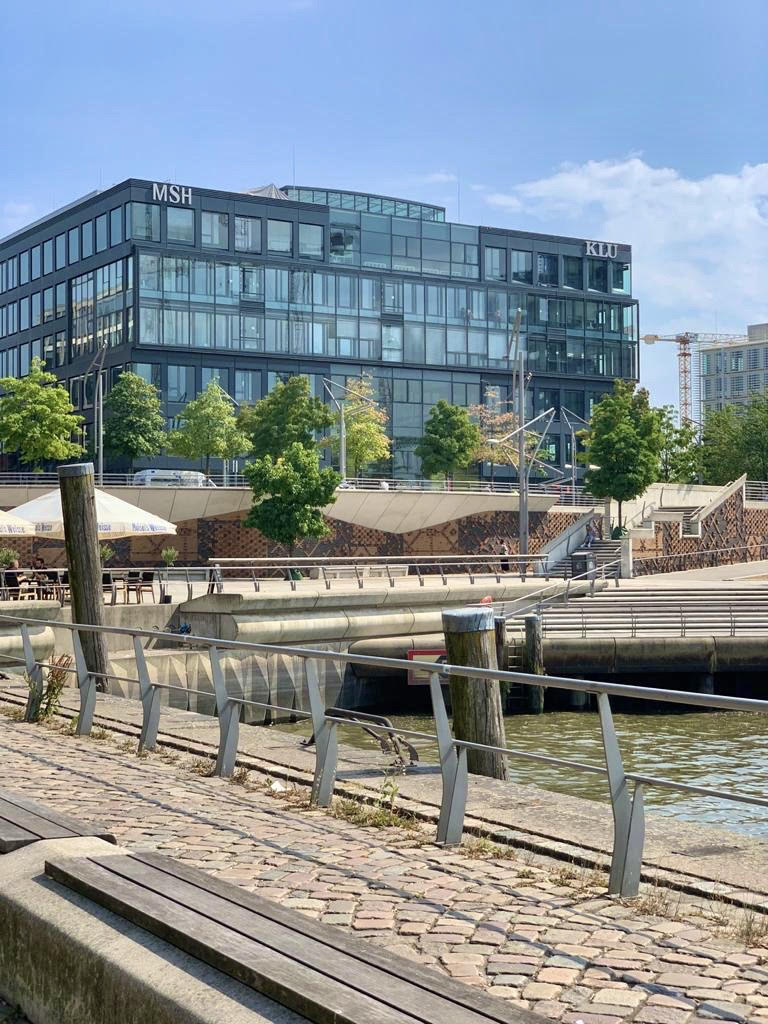

## Lịch sử
KLU được thành lập vào năm 2010 bởi Klaus-Michael Kühne và tổ chức của ông là Kühne Foundation, có trụ sở tại Schindellegi, Thụy Sĩ. Năm 2013, cơ sở HafenCity, Hamburg, của trường đã được khai trương bởi cựu thị trưởng Hamburg và ngài Olaf Scholz, Thủ tướng Đức đương nhiệm.  Cùng với INSEAD, KLU đã mở trung tâm hậu cần nhân đạo của mình vào năm 2016.  Năm 2021, KLU được Studyportals xếp hạng là trường đại học tốt nhất trên toàn thế giới. KLU có kế hoạch mở một số cơ sở ở châu Á, châu Mỹ Latinh và châu Phi.

## Xếp hạng
Tất cả các khóa học của KLU đều được Tổ chức Công nhận Quản trị Kinh doanh Quốc tế (FIBAA) công nhận. Chỉ xét điểm xếp hạng của sinh viên, KLU đã nhận được Giải thưởng Toàn cầu về Sự hài lòng của Sinh viên, từ Studyportals vào năm 2021.

## Trường đại học đối tác
- Đại học Đồng Tế
- Đại học Nottingham
- Đại học Quốc gia Singapore
- KU Leuven
- Trường Kinh tế Cao cấp

## Chủ tịch
- Wolfgang Peiner (2010-2012) [5]
- Thomas Strothotte (2013-2022)[6]
- Andreas Kaplan (từ năm 2023)[7]